# Przeciw wszystkim (film 1957)
Przeciw wszystkim (cz. Proti všem) – czechosłowacki dramat historyczny z 1957 roku w reżyserii Otakara Vávry, zrealizowany na podstawie książki Aloisa Jiráska. Zdjęcia kręcono w miejscowości Radotín (kraj ołomuniecki).
Film stanowi trzecią część Trylogii Husyckiej Otakara Vávry.

## Fabuła
Rok 1420. Radykalna część czeskich husytów zakłada miasto na górze Tabor. Nowy król Czech, Zygmunt Luksemburski, zasiadający także na tronach niemieckim i węgierskim, szykuje się do krucjaty przeciwko heretykom. Zdominowane przez umiarkowanych husytów władze Pragi podejmują negocjacje z królem. Kończą się one fiaskiem.

## Obsada
- Zdeněk Štěpánek – Jan Žižka
- Gustav Hilmar – Ctibor z Hvozdna
- Vlasta Matulová – Zdena
- Bedřich Karen – prepozyt
- Jan Pivec – Zygmunt Luksemburski
- Miroslav Doležal – Jan Bydlinský
- Václav Voska – Petr Kániš
- Jana Rybářová – Marta
- Petr Haničinec – Ondřej z Hvozdna
- Stanislav Neumann – zakrystian
- Jaroslav Vojta – Šimon
- Vladimír Ráž – Tomeš Joha
- Rudolf Hrušínský – mistrz Křišťan z Prachatic